# 輪番撞球
輪番撞球（Rotation），是撞球運動的其中一種玩法，採用花式撞球的設備。球桌上會有16顆球，包含一個母球和15顆子球，球桌有6個袋口。輪番撞球是比較冷門的比賽，規則也相當混亂。

## 排球
15顆子球排成三角形，1號排在最前端，2號右下角，3號左下角，15號放中央。其餘球不拘順序。

## 基本規則
每次出竿母球必須先碰到號碼最小的球。包括開球也只能打1號。打進任何子球都算得分。間接打進其他子球，也算分。以分數加總較高者獲勝。

## 計分
有各種變形。

- 1號1分，2號2分，15號15分，以此類推。所有球合計120分。
- 所有球都是1分。所有球合計15分。
- 1~10號算一分，11~15算2分。所有球合計20分。

## 犯規
有各種變形。
- 發球區發球
- 白球全場自由球

## 賽制
若是120分的規則，通常會訂成拿到61分的人拿下該局。

或是說不計局數，先獲得xx分的獲勝。

## 特殊規則
有各種變形
- 開完球之後，有些比賽可以push-out。
- 開完球之後，接手的人直接母球全場自由球。這是討厭安全球的情況下發展出來的規則。由於開球方過於有利，通常會採用輪流開球。